# Blagoje Marjanović
Blagoje „Moša” Marjanović (szerbül: Благоје Марјановић Моша; Belgrád, 1907. szeptember 9. – Belgrád, 1984. október 1.) szerb labdarúgócsatár.
A Jugoszláv királyság válogatottjának tagjaként részt vett az 1928. évi nyári olimpiai játékokon és az 1930-as világbajnokságon.